# شکرالله پاک‌نژاد
شکرالله پاک‌نژاد (۲۵  شهریورماه ۱۳۲۰- ۲۸ آذرماه ۱۳۶۰)، از رهبران گروه فلسطین و جبهه‌ی دموکراتیک‌ ملی، در شهر دزفول به دنیا آمد. او پس از پایان دوران دبیرستان برای تحصیل در رشته‌ی حقوق به دانشگاه تهران رفت. دوران دانشجویی او هم‌زمان با شکل‌گیری نخستین نطفه‌های جریان چپ مستقلِ نوین در ایران بود. از همان زمان، پاک‌نژاد نقش برجسته‌ای در سازمان‌دهی فعالیت‌های سیاسی در دانشگاه بازی کرد. فعالیت‌های سیاسی او در این دوران در چارچوب سازمان دانشجویان جبهه‌ی ملی رشد و تعمیق یافت. پاک‌نژاد در جریان این فعالیت‌های دانشجویی چندین بار دستگیر و به‌اجبار به سربازی فرستاده شد. او در سال ۱۳۴۷ از دانشکده‌ی حقوق دانشگاه تهران فارغ‌التحصیل شد. او همانند دیگر نظریه‌پردازان چپ‌گرای پیشرو، مانند بیژن جزنی، حسن ضیاظریفی، امیر پرویز پویان و مسعود احمدزاده، در اواسط دهه‌ی چهل به این تحلیل و ارزیابی رسیده بود که فعالیت‌های صنفی و علنی برای مقابله با ساختار سرکوب نابسنده است. بنا بر این ارزیابی، او به پایه‌ریزی هسته‌های مخفی  در راستای سازماندهی مبارزات آزادی‌خواهانه و ضدبهره‌کشی روی آورد.
پاکنژاد چند سال بعد به همراه هم‌فکرانش اقدام به پایه‌ریزی گروهی چریکی با گرایش‌های مارکسیستی کرد؛ گروهی که بعدتر به «گروه فلسطین» شهرت یافت. او در سال ۱۳۴۸ در مسیر یک سفر مخفی به خارج از ایران با هدف کسب آموزش‌های نظامی از سوی ساواک دستگیر و زندانی شد.‌ او در زندان با رهبران مجاهدین و چریک‌های فدایی از جمله مسعود رجوی و بیژن جزنی رابطه‌ای نزدیک داشت. پاک‌نژاد در زندان به‌طور مداوم توسط ساواک شکنجه شد و از سوی دادگاه نظامی به حبس ابد با اعمال شاقه محکوم شد. پاک‌نژاد در روزهای پایانی حکومت سلطنتی از زندان آزاد شد. او سرانجام به علت مخالفت با نظام جمهوری اسلامی در ۲۸ آذر ۱۳۶۰ اعدام شد و خبر درگذشت او در ژانویه‌ی ۱۹۸۲ در روزنامه‌ی نیویورک تایمز و لوموند منتشر شد.

## زندگینامه‌ی سیاسی
نقطه‌عطف مبارزات پاک‌نژاد در دوران پیش از انقلاب بهمن ۵۷ در تشکیل یک گروه چریکی با گرایش‌های مارکسیستی متبلور می‌شود که به «گروه فلسطین» شهرت یافت. این گروه، که اعضای آن را جوانان و دانشجویان تشکیل ‌می‌دادند، به این باور رسیده بود که رویکرد و فعالیت‌های اصلاح‌گرایانه دیگر کارساز نیست و زمان مبارزه‌ی قهرآمیز با نظام پادشاهی پهلوی فرا رسیده است. شکل‌گیری گروه فلسطین برآیند ائتلاف سه محفل و گروه مطالعاتی چپ‌گرا بود: گروه نخست که پاک‌نژاد به آن تعلق داشت از درون جنبش‌ دانشجویی وابسته به جبهه‌ی ملی بیرون آمده بود؛ گروه دوم در تبریز مستقر و به مطالعات مارکسیستی مشغول بود و گروه سوم محفل چپ‌گرایی بود که احمد صبوری، متهم ردیف اول محاکمات گروه فلسطین، از اعضای آن بود. پاک‌نژاد و برخی دیگر از اعضای گروه فلسطین در سال ۱۳۴۸ در مسیر یک سفر مخفی به خارج از ایران با هدف کسب آموزش‌های نظامی، از سوی ساواک دستگیر و زندانی شدند.
دادگاه پاک‌نژاد و دیگر متهمان گروه فلسطین حدود یک سال پس از دستگیری و در دادگاه عادی شماره‌ سه‌ی اداره‌ی دادرسی ارتش تشکیل شد. در یک سال پیش از محاکمه، اغلب اعضای گروه زیر شکنجه‌های سنگین قرار گرفته و یکی از آنها (احمد صبوری) وادار به مصاحبه‌ی تلویزیونی شد. طرح دستگاه امنیتی این بود که فعالیت‌های اعضای گروه فلسطین را منتسب به توطئه‌ای از سوی سپهبد تیمور بختیار کند. بختیار که خود رئیس پیشین اداره‌ی ساواک بود، در آن دوران در کشور عراق به مخالفت علنی با شاه می‌پرداخت. ساواک با طرح این سناریو قصد داشت اعتبار گروه فلسطین را که جوانانی چپ‌گرا و مستقل بودند نزد افکار عمومی مخدوش کند. اما ارتباط گروه فلسطین با بختیار از اساس طرحی ساختگی و بی‌پایه بود. پاک‌نژاد، در واکنش به این سناریو‌سازی جعلی، بخشی از دفاعیاتش را به قتل حسن نیک‌داوودی، شکنجه‌ و اعتراف‌گیری‌های اجباری از اعضای گروه در زندان اختصاص داد.
پاک‌نژاد، به‌رغم آگاهی از احتمال سنگین‌تر شدن حکم و فشارها پس از برگزاری دادگاه نظامی، برای فاش‌ساختن ماهیت دستگاه حقوقی-سیاسی نظام حاکم دست به یک ابتکار زد. او به همراه یوسف آل‌یاری، زندانی سیاسیِ هم‌بندش که قرار بود به زودی از زندان آزاد شود، متن دفاعیاتی که در دادگاه ارائه کرده بود را روی کاغذ سیگار ریزنویسی کرد. آل‌یاری که متن را در یک کیسه‌ی پلاستیکی جاسازی کرده و سپس آن را بلعیده بود، موفق شد این دفاعیات را از زندان خارج کند و به این ترتیب دفاعیات پاک‌نژاد در سراسر ایران پخش شد. افزون بر این، دفاعیات پاک‌نژاد از طریق فعالان سیاسی در کنفدراسیون جهانی محصلین و دانشجویان ایرانی و کمیته‌ها‌ی هواداران جبهه‌ی ملی سوم در خارج از کشور به چند زبان ترجمه و تکثیر شد. مجله‌ی نام‌آشنای «عصر جدید» که به مدیریت ژان پل سارتر اداره می‌شد، در سال ۱۹۷۱ در شماره‌ی ۲۹۸، این دفاعیات را به‌طور کامل به زبان فرانسه منتشر کرد. دیگر روزنامه‌ها و رسانه‌های غربی نیز خبر محاکمه و دفاعیات پاک‌نژاد را پوشش دادند.
پاک‌نژاد در روزهای پایانی حکومت پهلوی پس از تحمل نه سال شکنجه و تبعید ــ شرایطی که او با دوزخ دانته مقایسه می‌کرد ــ از زندان آزاد شد. او در دوران زندان ارتباط بسیار نزدیک و عمیقی با رهبران جنبش فدایی و مجاهدین داشت تا جایی ‌که تا مدت‌ها پس از آزادی شلوار بیژن جزنی  را که پس از قتل او در فروردین‌ماه ۱۳۵۴ به یادگار نگه داشته بود به تن می‌کرد. او پس از انقلاب در مدت کوتاهی تلاش‌های زیادی برای ایجاد یک ائتلاف سیاسی از عناصر سوسیالیستی که نگرانی‌های مشترکی درباره‌ی نیات و انگیزه‌های حکومت جدید داشتند انجام داد. این تلاش‌ها به بنیان‌گذاری جبهه‌ی دموکراتیک ملی در ۱۴ اسفندماه ۱۳۵۷ انجامید. جبهه‌ی دموکراتیک ملی رویکرد انتقادی‌تری در مقایسه با دیگر گروه‌های چپ نسبت به نظام تازه تأسیس‌شده در پیش گرفت. پاک‌نژاد یکی از نظریه‌پردازان اصلی این راهبرد انتقادی به حساب می‌آمد و در جایگاه «لنگر» و «ستون فقرات» جبهه نقش‌آفرینی می‌کرد. این جبهه در مردادماه ۱۳۵۸ به‌طور علنی به سانسور مطبوعات و تعطیلی روزنامه‌ی آیندگان اعتراض کرد؛ اقدامی که منجر به سرکوب جبهه و مخفی شدن پاک‌نژاد شد. پاک‌نژاد از شرکت در همه‌پرسی جمهوری اسلامی و قانون اساسی خودداری کرد و به دفاع از حقوق زنان و ملیت‌ها فراخوان داد. او به همراه دیگر اعضای جبهه‌ی دموکراتیک ملی به تلاش شبانه‌روزی برای همبستگی نیروهای اپوزیسیون ادامه داد. شکرالله پاک‌نژاد به علت مخالفت‌ با جمهوری اسلامی در ۲۸ آذرماه ۱۳۶۰ اعدام شد و خبر درگذشت او در ژانویه‌ی ۱۹۸۲ در روزنامه‌ی نیویورک تایمز و لوموند منتشر شد.

## دفاعیات شکرالله پاک‌نژاد
بنا به نظر  لیلا فغفوری آذر و شاهین نصیری : در دهه‌ی پنجاه، دفاعیات پاک‌نژاد در ایران و همچنین در سطح جهانی شهرتی بی‌مانند یافت. اهمیت این دفاعیات را دست‌کم در پنج عنصر می‌توان جستجو کرد: نخست آن‌که دفاعیات پاک‌نژاد، اولین مدافعات یک زندانی سیاسی ایرانی بود که به زبان‌های گوناگون ترجمه شده و از این طریق به‌طور بی‌سابقه‌ای در سطح بین‌المللی شناخته شد. دوم، این دفاعیات به‌نحوی آشکار و صریح نگرش سیاسی-اجتماعیِ نسل جدیدی از مبارزان چپ‌گرای ایرانی را بازتاب می‌داد و شاید بتوان این متن را در جایگاه مانیفست چپِ نو و مستقل ایرانی ارزیابی کرد. چنان‌که پاک‌نژاد در این دفاعیات بیان می‌دارد، چپ مستقل ایران نه وابسته به حزب توده و نه متأثر از خطوط سیاسی چین و شوروی بود. سوم آن‌که پاک‌نژاد خود یک حقوق‌دان ژرف‌اندیش بود و با ارائه‌ی دفاعیاتی مبتنی بر مبانی حقوق اساسی، توانست بنیان‌های حقوقی و سیاسی نظام پادشاهی و محکمه‌ای که در برابر آن ایستاده بود را به چالش ‌کشد. چهارم، رویکرد پاک‌نژاد نسبت به قانونِ حاکم و مفهوم حق برای مبارزانِ پس از او سرمشق‌ساز بود. باید در نظر داشت که اغلب دفاعیاتی که توسط مبارزان پیش از پاک‌نژاد در برابر محاکم نظام پهلوی صورت می‌گرفت، سبک و سیاق و محتوای بسیار متفاوتی داشت. بی‌گمان، پاک‌نژاد با ارائه‌ی دفاعیاتی مبتنی بر مبانی حقوقی از یک‌سو و اندیشه و آرمان‌های آزادی‌خواهانه و برابری‌طلبانه از سوی دیگر، روش و نگرشی را برای کنش‌ورزی سیاسی ابداع کرد که مبارزان با بهره‌گیری از آن بتوانند در عین دفاع از خود و حقوق‌شان، هم‌زمان بنیان‌های حقوقی‌-سیاسی یک نظام استبدادی را به چالش بکشند. پژواک این نگرش را می‌توان در دفاعیات پر‌آوازه‌ای مانند دفاعیات مهدی رضایی (۱۳۵۱)، خسرو گلسرخی (۱۳۵۲) و کرامت‌الله دانشیان (۱۳۵۲) به‌روشنی شنید و احساس کرد. و سرانجام پنجم آنکه تأثیر و اهمیت اجتماعیِ دفاعیات پاک‌نژاد به اندازه‌ای بود که بسیاری از جوانان و دانشجویانی که به پخش و انتشار آن پرداختنه بودند، توسط ساواک دستگیر و زندانی شدند. پرونده‌ی محاکمه‌ی گروه فلسطین و دفاعیات پاک‌نژاد موج جدید و گسترده‌ای از اعتراضات علیه سیاست‌های سرکوب‌گرایانه‌ی نظام پهلوی و وضعیت زندانیان سیاسی ایجاد کرد. به علت فشارهای داخلی و بین‌المللی که به دنبال این موج ایجاد شده بود، دستگاه قضایی در نهایت مجبور به کمی عقب‌نشینی شد و حکم پاک‌نژاد را که گمان می‌رفت اعدام باشد، با یک درجه تخفیف، به حبس ابد همراه با تبعید و اعمال شاقه کاهش داد. در همین زمینه، روزنامه‌ی اطلاعات درباره‌ی رأی دادگاه نظامی در خصوص اتهامات متهم ردیف چهارم با استناد به ‌قانون «مجازات مقدمین بر علیه امنیت و استقلال مملکت» (۱۳۱۰) چنین گزارش کرد: «شکرالله پاک‌نژاد چون اقدام علیه امنیت داخلی مملکت نموده بود و جرم وی از نظر دادگاه محرز گردیده است محکوم به حبس ابد است».

## ما در میان دو موج زندگی می‌کنیم
متن پیش رو ترجمهٔ گفتگوی فرد هالیدی با پاک‌نژاد در مردادماه ۱۳۵۸ است که چند ساعت قبل از تظاهرات علیه توقیف روزنامهٔ آیندگان انجام شده است. این گفت‌وگو نخستین بار در اوایل دههٔ ۱۹۸۰ در مجلهٔ MERIP منتشر شد.
سرچشمه‌های جریان سوسیالیست مستقل که شما در دههٔ ۴۰ در آن مشارکت داشتید چه بودند؟
چپ مستقل نوین که در دههٔ ۴۰ ظهور کرد، بازتاب‌دهندهٔ بن‌بست نیروهای سنتی اپوزیسیونِ درون ایران (حزب توده و جبههٔ ملی) و از بین رفتن امید نسبت به شوروی و چین بود. این بن‌بست و دشمنی با شوروی در ابتدا به شکل‌گیری حمایت‌هایی از چین دامن زد که طی آن سازمان انقلابی از حزب توده جدا شد و از چین حمایت کرد. اما مردم زود دیدند که چین چه کارهایی کرد؛ از لاس زدن با آمریکا گرفته تا به‌کارگیری رویکردی ملی‌گرایانه در انقلاب فرهنگی و همین‌طور اتخاذ مواضعی علیه جنبش ضد امپریالیستی. ما این را هم می‌دانستیم که به‌کارگیری نظریهٔ مبارزات چین که کشوری نیمه‌فئودالی و نیمه‌مستعمره بود در کشور ما عملی نیست. مردم خواهان یک خط ایرانی مستقل بودند و نزاع میان چین و شوروی و درک واقعی جایگاه چین به شکل‌گیری این خط مستقل کمک کرد. بعد از آن جنگ ۱۹۶۷ اعراب و اسرائیل پیش آمد که تأثیر بزرگی روی نسل ما گذاشت. ظهور جنبش فلسطین وضعیت کلی را در ایران تغییر داد. بعد از آن مسئلهٔ ما دیگر جستجو و پیداکردن یک مدل خارجی برای مبارزات در ایران نبود، بلکه ما در پی کسب حمایت و یافتن پایگاهی مستقل از رهبران مذهبی بودیم. مبارزهٔ فلسطین هم یک مبنای نظری که برای ایران کاربردی باشد ارائه می‌کرد و هم منابعی برای حمایت‌های عینی و مادی. جنبش درونِ ایران احساس می‌کرد که شهدای فلسطین شهدای خودش است. این قضیه باعث برانگیختن احساسات زیادی شد و این احساسات مخصوصاً از این ناشی می‌شد که مردم احساس می‌کردند در جریان کودتای ۱۳۳۲ کمونیست‌ها قهرمانانه رفتار نکرده و به جای آن وا داده بودند.
زمان آغاز طراحی اقدامات چریکی با چه کسانی همکاری می‌کردید؟
ما همگی در اصل از جبههٔ ملی بودیم و همدیگر را از دوران جنبش اوایل دههٔ ۴۰ می‌شناختیم. من، بیژن جزنی و مسعود احمدزاده را می‌شناختم. ما با گروه دیگری از ایرانی‌ها که با فلسطینی‌ها کار می‌کردند و همین‌طور با چریک‌هایی که در ۱۹ بهمن ۱۳۴۹ به ایستگاه پلیس در سیاهکل حمله کردند، تماس داشتیم. من سعی کردم برای آموزش گرفتن از کشور خارج شوم، اما ۲۰۰ متر بعد از مرز در نزدیکی شط‌العرب دستگیر شدم. یکی از افرادی که دستگیر شده بود زیر شکنجه حرف زد و این منتهی به دستگیری‌های بعدی شد. با این حال چند نفر از افراد ما توانستند فرار کنند. بعد از آن برخی از افراد برای کار کردن به رادیو بغداد که برای ایران برنامه پخش می‌کرد رفتند، برخی دیگر به ایران بازگشتند و دستگیر شدند و برخی هم برای جنگ با چریک‌ها به ظفار رفتند.
شرایط زندان در زمان شاه چگونه بود؟
من معمولاً در تابستان به زندان بندرعباس در جنوب ایران و در زمستان به زندان‌های شمال تهران یا قزل‌قلعه فرستاده می‌شدم و قبل و بعد از محاکمه‌ام شکنجه می‌شدم. آن‌ها تلاش می‌کردند وادارم کنند تا بگویم اشتباه کرده‌ام، شاه فرد خوبی است و این‌که من کمونیست نیستم. اما این امتیاز را داشتم که پرونده‌ام شناخته شده بود. آنهایی که اسامی‌شان برای جهان ناشناخته بود بیش از من شکنجه می‌شدند و بسیاری از آنها سعی کردند خودشان را بکشند. به یاد دارم مرد جوانی را آوردند که پاهایش می‌لرزید. او به قصد خودکشی تلاش کرده بود که خود را از پنجره به بیرون پرت کند اما فقط ستون فقراتش آسیب دیده بود. من کتاب «دوزخ» دانته را خوانده‌ام و نیروی نوشتهٔ کتیبه‌ای را که بر سر دروازه‌های جهنم بود، احساس کرده‌ام: «همهٔ کسانی که به این‌جا وارد می‌شوید، امید را رها کنید». تا سال ۱۳۵۶ هیچ تماسی با دنیای خارج نداشتیم.
از اواسط سال ۱۳۵۲ برای هشت ماه در سلول انفرادی بودم و خیلی بعدتر از آن شنیدم که در اکتبر ۱۹۷۳ جنگی میان اعراب و اسرائیل درگرفته بود. چندی بعد آنها اجازه دادند که صلیب سرخ وارد زندان شود، زمین زندان را فرش کردند و به ما اجازه دادند تا به‌صورت کمابیش آزاد با نمایندگان صلیب سرخ گفتگو کنیم. ما همچنین توانستیم کتاب‌هایی برای خواندن دریافت کنیم. به یکی از نگهبانان زندان ۲۰ هزار ریال رشوه دادیم تا یک نسخه از کتاب «اعراب بدون سلاطین» را برای ما بیاورد.
پس از آزادی از زندان، مجدداً فعالیت سیاسی را آغاز کردید. شرایط کنونی ایران را چطور ارزیابی می‌کنید؟
در این انقلاب یک جریان مداوم را می‌توان مشاهده کرد. ما درمیان دو موج زندگی می‌کنیم و همه چیز در آینده تغییر خواهد کرد. اگر ملاها تبدیل به طبقهٔ حاکم شوند، مردم از آن‌ها روی برمی‌گردانند که این روند هم‌اینک آغاز شده است. مردم نسبت به گذشته کم‌تر از مذهب حمایت می‌کنند. یک هفته بعد از آنکه از زندان بیرون آمدم کسی از من پرسید که آیا از ایدهٔ جمهوری اسلامی دفاع کرده‌ام و من پاسخ دادم نه. اگر این جمهوری می‌توانست مترقی باشد، آن را می‌پذیرفتم. اکنون ما می‌بینیم جریان خرده‌بورژوازی که از انقلاب حمایت کرده و با شاه جنگیده بود، در حال از هم گسیختگی است و به چپ متمایل شده است. آن‌ها تلاش دارند ما را به نزاع بکشانند اما ما باید از رودررو شدن خودداری کنیم. جریان راست به‌سرعت پیش رفته و مهم‌ترین خطری که در برابر ماست نه از سوی ارتش بلکه از سوی گروه‌های فالانژ دست‌راستی است. اگر بتوانیم چند ماه آینده را دوام بیاوریم، ممکن است بتوانیم با دیگر نیروهای دموکراتیک به‌ویژه ملیت‌ها متحد شویم. با این‌حال امیدمان بیشتر به از هم گسیختگی راست است تا اتحاد چپ.